# جاده ئی۶۲ اروپا

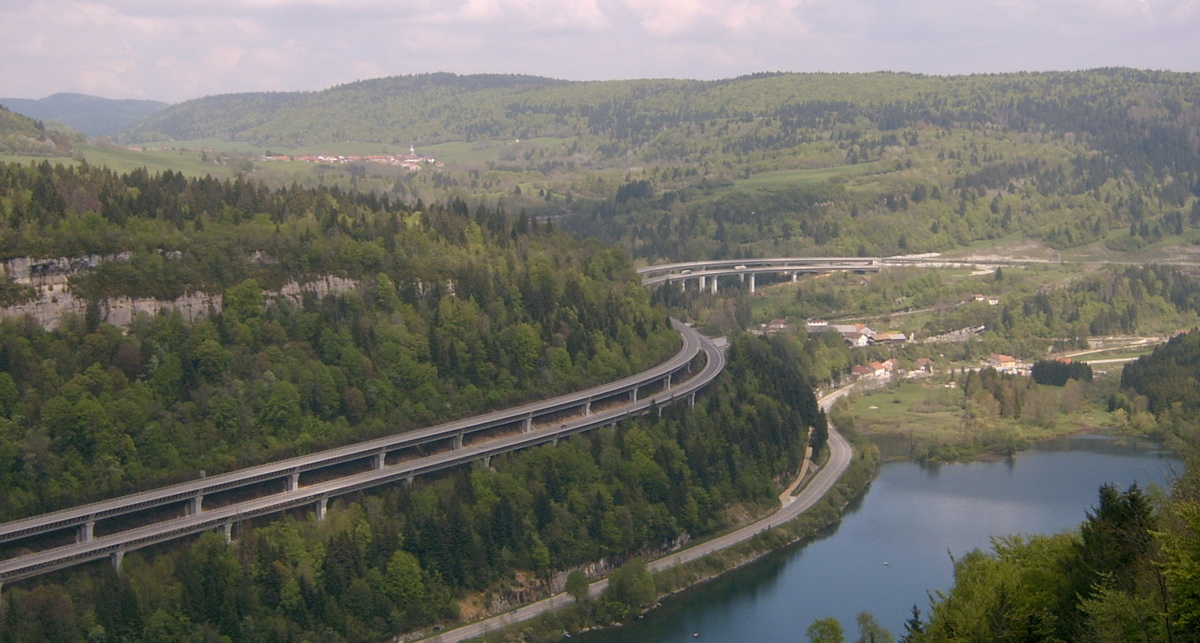
جاده ئی۶۲ اروپا در فرانسه

جاده ئی۶۲ اروپا (به انگلیسی: European route E62) یکی از جاده‌های اصلی قاره اروپا است.
این جاده که از شهر نانت (فرانسه) شروع شده، در شهر جنوا (ایتالیا) به پایان میرسد و مسافت آن ۱۳۰۷ کیلومتر است.